# Рампулла, Микеланджело
Микела́нджело Рампу́лла (итал. Michelangelo Rampulla; 10 августа 1962, Патти) — итальянский футболист, тренер вратарей сборной Китая. С 1992 по 2002 годы был запасным вратарём туринского «Ювентуса».
Победитель Лиги чемпионов 1995/96, Кубка УЕФА 1992/93, Межконтинентального кубка 1996, Суперкубка УЕФА 1996, Кубка Интертото 1999. Четырёхкратный чемпион Италии, победитель Кубка Италии, двукратный победитель Суперкубка Италии. В 1992 году стал первым вратарём Серии А, забившим гол с игры.

## Детство
Микеланджело Рампулла родился 10 августа 1962 года в коммуне Патти (провинция Мессина) на Сицилии. Его любимой командой с детства был «Ювентус». В течение десяти лет Рампулла выписывал клубный журнал Hurra Juventus, а его отец в первой половине 80-х (в период Росси, Платини и Бонека) раскрасил свой автомобиль в чёрно-белую полосу. Позже, уже будучи профессиональным футболистом и выступая за другие клубы, Рампулла старался не пропустить ни одной трансляции матча любимой команды. С пяти лет Рампулла ездил с отцом в Палермо на матчи «Ювентуса» с местным клубом.

## Карьера футболиста

### «Паттезе», «Варезе», «Чезена» (1979—1985)
Первым клубом Микеланджело Рампуллы в 1979 году стал «Паттезе», выступавший в Серии D. Сначала Рампулла хотел стать нападающим, однако отец убедил его попробовать себя в роли вратаря. Уже через год успешная игра молодого голкипера заинтересовала клуб «Варезе», которому предстоял переход из Серии C1 в Серию B, и в 1980 году тогдашний директор «Варезе» Джузеппе Мароттаитал. (в 2009 году ставший генеральным директором «Ювентуса») убедил Рампуллу подписать контракт с этой командой.
В 1983 году, отыграв в «Варезе» три года, Рампулла перешёл в «Чезену», также выступающую в Серии B, где в первый же год закрепился в качестве основного вратаря, несмотря на конкуренцию со стороны Себастьяно Росси. В этот период вратарь сыграл 10 матчей за молодёжную сборную Италии, пропустив 6 мячей.

### «Кремонезе» (1985—1992)
В 1985 году Микеланджело Рампулла подписал контракт с «Кремонезе», в составе которого в 1989 году впервые получил возможность сыграть в Серии A. Пребывание кремонского клуба в высшем итальянском дивизионе оказалось недолгим — на следующий год команда вновь вылетела в Серию B. Через два года ситуация повторилась: в сезоне 1990/91 «Кремонезе» опять завоевали путёвку в высшую лигу, однако не смогли удержаться в ней дольше, чем на год.
23 февраля 1992 года в добавленное время матча Серии A «Аталанта» — «Кремонезе», при счёте 1:0 в пользу хозяев поля, у ворот «Аталанты» был назначен угловой, подачу которого замкнул головой Рампулла, оставивший ворота и присоединившийся к атаке своей команды. Этот гол стал первым в истории чемпионата Италии, забитым вратарём с игры и оставался единственным до 2001 года, когда Массимо Таибиангл. забил аналогичный мяч, выступая за «Реджину» против «Удинезе».

### «Ювентус» (1992—2002)
Весной 1992 года Рампулле сделал предложение туринский «Ювентус». Несмотря на то, что речь шла о месте запасного, вратарь с радостью принял предложение от любимого клуба своего детства. Бо́льшую часть своей десятилетней карьеры в туринском клубе Микеланджело Рампулла находился на скамье запасных, однако он не раз выходил на замену и выручал команду во время травм или дисквалификаций Анджело Перуцци, Эдвина ван дер Сара и Джанлуиджи Буффона. Надёжной игрой и преданностью команде Рампулла заслужил любовь болельщиков; в 1999 году он был награждён премией Гаэтано Ширеа, вручающейся за образцовую карьеру и джентльменское поведение.
В 2002 году вратарь решил завершить игровую карьеру, и «Ювентус» предложил ему работу в администрации клуба.

## Послеигровая карьера
С 2002 по 2006 годы Рампулла работал в «Ювентусе» на различных административных должностях — координатором тренеров, координатором связей с болельщиками. В периоды тренерства Дидье Дешама (2006—2007) и Чиро Феррары (первая половина сезона 2009/10) — тренер вратарей основной команды. При Клаудио Раньери (2007—2009) и Луиджи Дельнери (сезон 2010/11), имевших свои штабы ассистентов, занимался с вратарями молодёжной команды.
В 2009 году завершил обучение в центре подготовки специалистов Итальянской федерации футбола в Коверчано по специальности спортивного директора.
С 10 июля по 6 декабря 2011 года — главный тренер полупрофессионального клуба «Дертона» из Тортоны, выступающего в Серии D.
C 17 мая 2012 года — тренер вратарей китайского клуба «Гуанчжоу Эвергранд» в составе штаба Марчелло Липпи.

## Достижения
В составе «Ювентуса»
- Лига чемпионов УЕФА: 1995/96
- Кубок УЕФА: 1992/93
- Суперкубок УЕФА: 1996
- Межконтинентальный кубок: 1996
- Кубок Интертото: 1999
- Чемпион Италии (4): 1994/95, 1996/97, 1997/1998, 2001/02
- Кубок Италии: 1994/95
- Суперкубок Италии (2): 1995, 1997

Личные
- Премия Гаэтано Ширеа: 1999